# Pseudomugil
Pseudomugil es un género de peces actinopterigios de agua dulce que habitan ríos y aguas estancadas en las selvas tropicales de Oceanía.

## Especies
Existen quince especies reconocidas en este género en la actualidad:
- Pseudomugil connieae (Allen, 1981)
- Pseudomugil cyanodorsalis Allen y Sarti, 1983
- Pseudomugil furcatus Nichols, 1955
- Pseudomugil gertrudae Weber, 1911
- Pseudomugil inconspicuus Roberts, 1978
- Pseudomugil ivantsoffi Allen & Renyaan, 1999
- Pseudomugil majusculus Ivantsoff y Allen, 1984
- Pseudomugil mellis Allen y Ivantsoff, 1982
- Pseudomugil novaeguineae Weber, 1907
- Pseudomugil paludicola Allen & Moore, 1981
- Pseudomugil paskai Allen y Ivantsoff, 1986
- Pseudomugil pellucidus Allen y Ivantsoff, 1998
- Pseudomugil reticulatus Allen y Ivantsoff, 1986
- Pseudomugil signifer Kner, 1866
- Pseudomugil tenellus Taylor, 1964